# Deutsches Meisterschaftsrudern 1976
Das 87. Deutsche Meisterschaftsrudern wurde 1976 in München ausgetragen. Wie im Vorjahr wurden insgesamt Medaillen in 18 Bootsklassen vergeben, davon 13 bei den Männern und 5 bei den Frauen.

## Medaillengewinner

### Männer
| Bootsklasse                           | Gold | Silber | Bronze |
| ------------------------------------- | --- | --- | --- |
| Einer                                 | Martin Curth (Lübecker RG von 1885) | Michael Gentsch (Würzburger RG Bayern) | Axel Göritz (Potsdamer RC Germania) |
| Doppelzweier                          | Rgm. WSV Geisenheim / RG Kassel 1927 Gerhard Kroschewski Peter Becker | Ulmer RC Donau Raimund Hörmann Dieter Wiedenmann | Stuttgart-Cannstatter RC von 1910 Gerd Engel Hans-Joachim Bünger |
| Zweier ohne Steuermann                | Hannoverscher RC von 1880 Wolfram Thiem Frank Schütze | Rgm. RC Hansa von 1898 / RK am Baldeneysee Andreas Görlich Frank Rose | IGOR Offenbach Jürgen Dönges Uwe Holl |
| Zweier mit Steuermann                 | Rgm. Bonner RG / Kölner RV von 1877 Klaus Meyer Gabriel Konertz Knut Raddatz (Stm.) | Würzburger RG Bayern Hermann Greß Dieter Göpfert Rudolf Ziegler (Stm.) | Rgm. RK am Baldeneysee / RC Hansa von 1898 / RTK Germania Köln Frithjof Henckel Volker Sauer Helmut Latz (Stm.) |
| Doppelvierer                          | Rgm. WSV Geisenheim / RG Kassel 1927 / Würzburger RG Bayern / Lübecker RG von 1885 Peter Becker Michael Gentsch Gerhard Kroschewski Martin Curth | Rgm. RV Saarbrücken / RV Freiweinheim-Ingelheim 1920 / Mannheimer RC von 1875 Steffen Müller Fritz Schuster Patrick Gerundt Michael Dürsch | Keine weiteren Boote angetreten. |
| Vierer ohne Steuermann                | Duisburger RV Dietmar Styrnol Horst Michna Ferdinand Albers Thomas Dohmen | Rgm. Bonner RG / Kölner RV von 1877 Gabriel Konertz Wolfgang Horak Klaus Meyer Bernhard Foelkel | Würzburger RG Bayern Hermann Greß Dieter Göpfert Hermann Krimmer Reinhard Fahl |
| Vierer mit Steuermann                 | Rgm. RG Wetzlar 1880 / Ulmer RC Donau / Gießener RC Hassia 1906 / RK am Baldeneysee Hans-Johann Färber Siegfried Fricke Gerhard Auer Christoph Pitzer Hartmut Wenzel (Stm.)                                                                                  | Rgm. Hannoverscher RC von 1880 / RC Hansa von 1898 / RK am Baldeneysee / RTK Germania Köln Frank Schütze Frithjof Henckel Wolfram Thiem Volker Sauer Helmut Latz (Stm.)                                                                        | Rgm. RC Hansa von 1898 / RC Germania Düsseldorf / RK am Baldeneysee Rainer Klöcker Andreas Görlich Joachim Westendorff Frank Rose Henning Hellmann (Stm.)                                                                         |
| Achter                                | Rgm. Hannoverscher RC von 1880 / RC Hansa von 1898 / RK am Baldeneysee / RK am Wannsee / RTK Germania Köln Reinhard Wendemuth Otmar Kaufhold Frank Schütze Frithjof Henckel Wolfram Thiem Volker Sauer Heiko Köpke Wolf-Dietrich Oschlies Helmut Latz (Stm.) | Rgm. Bonner RG / Kölner RV von 1877 / RG Wetzlar 1880 / Ulmer RC Donau / RK am Baldeneysee Bernhard Foelkel Klaus Meyer Hans-Johann Färber Siegfried Fricke Wolfgang Horak Gerhard Auer Christoph Pitzer Gabriel Konertz Hartmut Wenzel (Stm.) | Rgm. Mainzer RV von 1878 / RuGem. Frankfurt / Deutscher RC von 1884 Diethelm Maxrath Werner Hellwig Joachim Rix Harald Färber Franz-Josef Buxbaum Thomas Scholl Klaus Marquardt Peter Nußbaum Robert Kiefer (Stm.)                |
| Leichtgewichts-Einer                  | Peter Hinz (Heidelberger RK 1872) | Bernd Fleischmann (RC Karlstadt 1928) | Günter Saul (RC Meschede) |
| Leichtgewichts-Doppelzweier           | Gießener RG 1877 Bernd Renger Volker Schmidt | RC Allemannia von 1866 Heino Ramm Frank Vobbe | WSV Honnef Hans-Georg Reins Walter Dampke |
| Leichtgewichts-Vierer ohne Steuermann | Stuttgart-Cannstatter RC von 1910 / RV Rhenania Germersheim Wolfgang Fritsch Paul Lutz Ekkehard Braun Roland Trauth | Rgm. Tübinger RV Fidelia / RC Nürtingen Rainer Heusel Wilhelm Dieter Hans-Willi Kies Frank Dieter Rühle | Rgm. RC Allemannia von 1866 / Lübecker RK / Lübecker RG von 1885 Jan Pahnke Alfred Loerbroks Frank Vobbe Heino Ramm |
| Leichtgewichts-Vierer mit Steuermann  | Ulmer RC Donau Friedrich Haag Michael Hornäcker Hansjörg Käufer Johannes Rasper Jürgen Grützner (Stm.) | Rgm. Der Hamburger und Germania RC / RG Hansa Hamburg / RC Oceana Hamburg Reinhold Hesse Ulf Peuß Ralf Reiber Detlef Köhler Carsten Florian (Stm.)                                                                                             | Keine weiteren Boote angetreten. |
| Leichtgewichts-Achter                 | Rgm. Kölner RV von 1877 / RC Tegel 1886 / RTK Germania Köln Peter Werner Hans Zimmer Hans-Josef Büsken Jürgen Nentwig Lutz Neubert Dieter Meschede Peter Huck Bernd Nehmer Helmut Sassenbach (Stm.)                                                          | Rgm. Ulmer RC Donau / RRG Mülheim / RV Weser Hameln / RG Angaria Hannover / Deutscher RC von 1884 Johannes Rasper Hansjörg Käufer Friedrich Haag Michael Hornäcker Hartmut Spohr Michael Kaune Bernd Kerkhof Gerd Maye Jürgen Grützner (Stm.)  | Rgm. RC Allemannia von 1866 / Lübecker RK / Bremerhavener RV von 1889 Uwe Dreyer Klaus-Dieter Krebs Roland Rauhut Matthias Wiechmann Klaus-Peter Kroch Hans-Jürgen Dursteller Jens Betcke Wolfgang Hassler Jörn Mühlenbeck (Stm.) |

### Frauen
| Bootsklasse                 | Gold | Silber | Bronze |
| --------------------------- | --- | --- | --- |
| Einer                       | Christel Agrikola (RV Rhenania Germersheim) | Gabriela Toader (Limburger RV 1895) | Bärbel Grabowski (Hamburger RC von 1925)                                                                            |
| Doppelzweier                | IfL Uni Köln Sabine Reuter Marga Trapp | Wormser RC Blau-Weiß Carmen Trabold Sabine Illy                                                                                          | Keine weiteren Boote angetreten.                                                                                    |
| Zweier ohne Steuerfrau      | Rgm. Passauer RV von 1874 / RG München 1972 Thea Einöder Edith Eckbauer-Baumann                                                                            | Rgm. RV Saarbrücken / Neusser RV Eva Dick Hiltrud Gürtler                                                                                | Keine weiteren Boote angetreten.                                                                                    |
| Doppelvierer mit Steuerfrau | Rgm. IfL Uni Köln / Limburger RV 1895 / RC Tegel 1886 / RC Rhenania Koblenz Marga Trapp Sabine Reuter Gabriela Toader Brigitte Bandura Elke Martens (Stf.) | Bremer RC Hansa Monika Risse Annemarie Busch Patrizia Schneider Sabine Brokamp Karin Brammerloh (Stf.)                                   | Rgm. RV Saarbrücken / Mainzer RV von 1878 Eva Dick Christina Grigat Ursula Decker Gabi Druck Elfriede Müller (Stf.) |
| Vierer mit Steuerfrau       | Rgm. Passauer RV von 1874 / RG München 1972 / Stuttgarter RG von 1899 Marianne Weber Isolde Eisele Thea Einöder Edith Eckbauer Hanni Hadamek (Stf.)        | Hamburger RC von 1925 / Frauen-RC Wannsee Doris Leifermann Felicitas Eichel Karin Gondolatsch Karola Brandt Angela Braasch-Eggert (Stf.) | Keine weiteren Boote angetreten.                                                                                    |